# Enigmavasum
Enigmavasum is een geslacht van weekdieren uit de klasse van de Gastropoda (slakken).

## Soort
- Enigmavasum enigmaticum Poppe & Tagaro, 2005